# Panjatan (Karanganyar)
Panjatan is een bestuurslaag in het regentschap Kebumen van de provincie Midden-Java, Indonesië. Panjatan telt 1504 inwoners (volkstelling 2010).